# Canyon du Congo
Le canyon du Congo est un canyon sous-marin se trouvant dans l'océan Atlantique au large de l'embouchure du fleuve Congo en Afrique. C'est l'un des plus grands canyons sous-marins au monde.

## Dimensions du canyon du fleuve Congo
Le canyon commence à l'intérieur du continent, à mi-chemin de l'estuaire du Congo, et commence à une profondeur de 21 mètres. Il traverse tout le plateau continental de l'est vers l'ouest sur 85 kilomètres jusqu'à ce qu'il atteigne le bord du plateau, puis continue sur la pente et se termine à 280 kilomètres de son point de départ.
À son point le plus profond, les parois du canyon en forme de V mesurent 1 100 mètres de haut et la largeur maximale du canyon est de près de 15 kilomètres.
Au pied du talus continental, il pénètre dans l'éventail sédimentaire sous-marin profond du Congo et s'étend sur 220 kilomètres supplémentaires.

## Courants de turbidité du canyon du fleuve Congo
Les courants de turbidité trouvés dans le canyon du Congo sont les plus forts mesurés au monde. Ce sont essentiellement des avalanches sous-marines qui peuvent se propager sur des centaines de kilomètres, et leur force ainsi que leur fréquence sont fortement corrélées aux périodes de crues du fleuve Congo. Leurs vitesses varient d'environ 0,7 m/s à 3,5 m/s et les événements peuvent durer plus d'une semaine.
Ces courants sont la principale source d'érosion dans le canyon et représentent une partie importante des sédiments qui se retrouvent dans l'éventail sédimentaire profond à l'extrémité du canyon. Ils détruisent généralement les équipements posés au fond de l'océan et ont détruit des câbles télégraphiques et des amarres.

## Éventail sédimentaire sous-marin profond du fleuve Congo
Contrairement à d'autres fleuves qui se jettent dans la mer, le fleuve Congo ne crée pas de delta car l'essentiel de ses sédiments sont transportés par les courants de turbidité via le canyon sous-marin jusqu'à l'éventail sédimentaire sous-marin profond. Cette accumulation est probablement la plus importante au monde pour un système sous-marin actuellement actif.
L'éventail sédimentaire sous-marin profond est constitué par les écoulements gravimétriques des sédiments et d'autres mouvements de masse sous-marins, mais représente également un très grand système de turbidité active. Bien qu'il existe un courant de fond net en amont du canyon en raison de la remontée des eaux, ces événements submergent le débit de fond normal et assurent un dépôt continu.
Tous les dépôts de turbidité situés sous le fond du canyon et le véritable éventail du Congo appartiennent à une séquence de dépôt unique qui a commencé au début du Pliocène. Probablement, cette séquence a été déclenchée par un soulèvement important de la marge de l'Afrique de l'Ouest.
Près de 20 % du puits de carbone de l'océan Atlantique sont concentrés sur un centième de la surface, dans les « lobes » du canyon sous-marin du fleuve Congo.